# Весёлая Долина (Полтавская область)
Веселая Долина (укр. Весела Долина) — село,
Крынковский сельский совет,
Глобинский район,
Полтавская область,
Украина.
Код КОАТУУ — 5320684602. Население по переписи 2001 года составляло 927 человек.

## Географическое положение
Село Веселая Долина находится на берегу пересыхающей речушки Манжелийка, которая через 13 км впадает в реку Псёл.
На расстоянии в 3,5 км расположено село Великие Крынки.
На реке несколько запруд.
Рядом проходит автомобильная дорога Т-1717.

## Экономика
- ЧП «Проминь».
- ЧП «Долина».

## Объекты социальной сферы
- Школа І—ІІ ст.
- Дом культуры.

## Известные люди
- Канивец, Владимир Васильевич (1923-2017) — драматург, прозаик, эссеист. Лауреат Государственной премии УССР им. Т.Шевченко.